# Якина (деревня)
Якина — деревня в Кудымкарском районе Пермского края. Входила в состав Ленинского сельского поселения.

## География
Располагается на правом берегу реки Нердвы южнее от города Кудымкара. Расстояние до районного центра составляет 42 км. По данным Всероссийской переписи населения 2010 года, в деревне проживало 13 человек (7 мужчин и 6 женщин).

## История
По данным на 1 июля 1963 года, в деревне проживало 47 человек. Населённый пункт входил в состав Ленинского сельсовета.